# Oceania Rugby Women's Championship 2018
Oceania Rugby Women's Championship 2018 fu la 2ª edizione del campionato oceaniano di rugby a 15 femminile.
Organizzato da Oceania Rugby, si tenne a Lautoka dal 16 al 24 novembre 2018 e fu vinto dalla squadra di casa di Figi, che si confermò quindi campione avendo vinto due anni prima l'edizione d'esordio.
Si tenne tra quattro squadre nazionali (la citata Figi, Samoa, Tonga e Papua Nuova Guinea) con la formula del girone all'italiana e punteggio dell'Emisfero Sud (4 punti a vittoria, 2 a pareggio, nessuno a sconfitta e bonus previsti per almeno 4 mete marcate in un singolo incontro e per sconfitte con scarto uguale o inferiore a 7 punti).
A dominare le prime due giornate del torneo furono Figi e Samoa: la partita della terza e ultima giornata tra dette due squadre fu di fatto la gara di spareggio per il titolo; le samoane, al ritorno sulla scena internazionale dopo un'assenza di più di 4 anni, furono sconfitte 12-43 dalle figiane campionesse in carica che così succedettero a loro stesse nel palmarès della competizione.

## Risultati

### 1ª giornata
| Arbitro: | Mere Uluinaceva |

|                                                        |    |                                                                                           |
| Mark 1’, 10’, 22’ Lavai 24’ Yallon 58’, 75’ Rama 80+2’ | mt | 4’, 7’ Sa’u 15’ Smalley 29’, 45’ Foaese 32’ Live 39’, 55’ Pauaraisa 61’ Falesita 69’ Fatu |
| Lavai 1’, 10’, 22’, 24’, 75’                           | tr | 15’ Misi 29’ Mose 55’ Smalley                                                             |

| Arbitro: | Avi’i Fa’alupega |

|                                                                                      |      |             |
| Tinai 2’, 42’ Seniyasi 28’ Moceituba 34’ Ravisa 39’, 71’ Nagasau 49’, 53’ Roqica 75’ | mt   | 79’ Fuikefu |
| Seniyasi 2’, 42’, 49’ Tisolo 75’                                                     | tr   |             |
|                                                                                      | c.p. | 23’ Potaufa |

### 2ª giornata
| Arbitro: | Mere Uluinaceva |

| |    |            |
| Pulumu 5’ Ale 11’ Maiava 15’, 27’ Falesita 18’ Mose 50’, 62’, 66’ Live 55’, 65’ Sa’u 58’ Leaula 76’ Smalley 80+1’ | mt | 2’ Akuila  |
| Mose 5’, 62’, 80+1’                                                                                               | tr | 2’ Potaufa |

| Arbitro: | Avi’i Fa’alupega |

| |    |  |
| Tisolo 1’, 34’ Burnes 2’ Naisewa 8’ Vakaturi 22’ Sauto 23’, 40+1’ Tunidau 27’ Tinai 37’ Nagasau 41’ Ravisa 47’, 64’ Seniyasi 61’ Adiraba 67’ Roqica 71’ tecnica 78’ | mt |  |
| Seniyasi 2’, 23’, 27’, 61’, 67’ Tisolo 40+1’, 41’ | tr |  |

### 3ª giornata
| Arbitro: | Mere Uluinaceva |

|                                         |    |                                                                                           |
| Paloa 32’ Mark 37’ Buku 39’ Lavai 80+5’ | mt | 3’ Pita 11’ Fifita 25’, 44’, 69’ Akuila 49’, 79’ He’ehau 58’ Mapa 61’ Fisilau 74’ Potaufa |
| Lavai 32’ Lagona 37’, 39’ Lagona        | tr | 44’, 49’, 61’, 69’, 74’, 79’ Potaufa                                                      |

| Arbitro: | Avii Fa’Alupega |

|                                                                          |    |                       |
| Ravisa 5’ Naisewa 27’ Tamoi 29’, 41’ Seniyasi 31’ Cumu 70’ Nagasau 80+3’ | mt | 46’ Leaula 80’ Maiava |
| Tisolo 5’, 29’, 31’, 41’                                                 | tr | 46’ Mose              |

## Classifica
|  | Squadre            | G | V | N | P | PF  | PS  | P±   | B | PT |
|  | ------------------ | - | - | - | - | --- | --- | ---- | - | -- |
|  | Figi               | 3 | 3 | 0 | 0 | 192 | 20  | +172 | 3 | 15 |
|  | Samoa              | 3 | 2 | 0 | 1 | 136 | 95  | +41  | 2 | 10 |
|  | Tonga              | 3 | 1 | 0 | 2 | 77  | 147 | -70  | 1 | 5  |
|  | Papua Nuova Guinea | 3 | 0 | 0 | 2 | 71  | 214 | -143 | 2 | 2  |